# Пицанкапа (Терамо)
Пицанкапа (итал. Pizzancapa) је насеље у Италији у округу Терамо, региону Абруцо.
Према процени из 2011. у насељу је живело 87 становника. Насеље се налази на надморској висини од 210 м.